# Linnaemya vulpina
Linnaemya vulpina là một loài ruồi trong họ Tachinidae, được Fallén phân loại vào năm 2010.

## Phân bố
Loài ruồi này phân bố chủ yếu ở châu Âu, tại các nước như Áo, Bỉ, Croatia, Cộng hòa Séc, Estonia, Phần Lan, Pháp, Đức, Hungary, Ireland, Ý, Bắc Ireland, Ba Lan, Romania, Tây Ban Nha, Thụy Điển, Thụy Sĩ.

## Hình ảnh

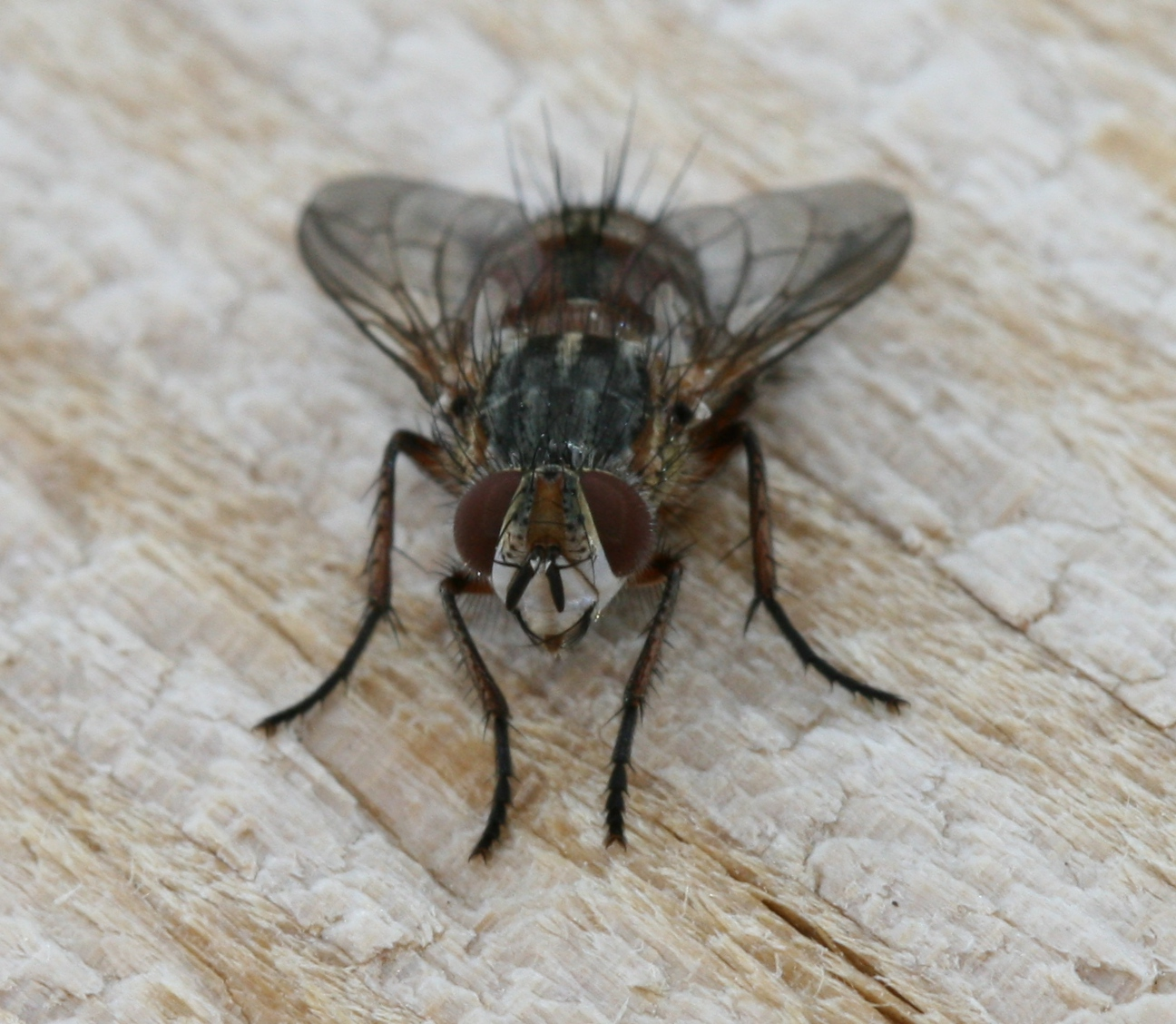
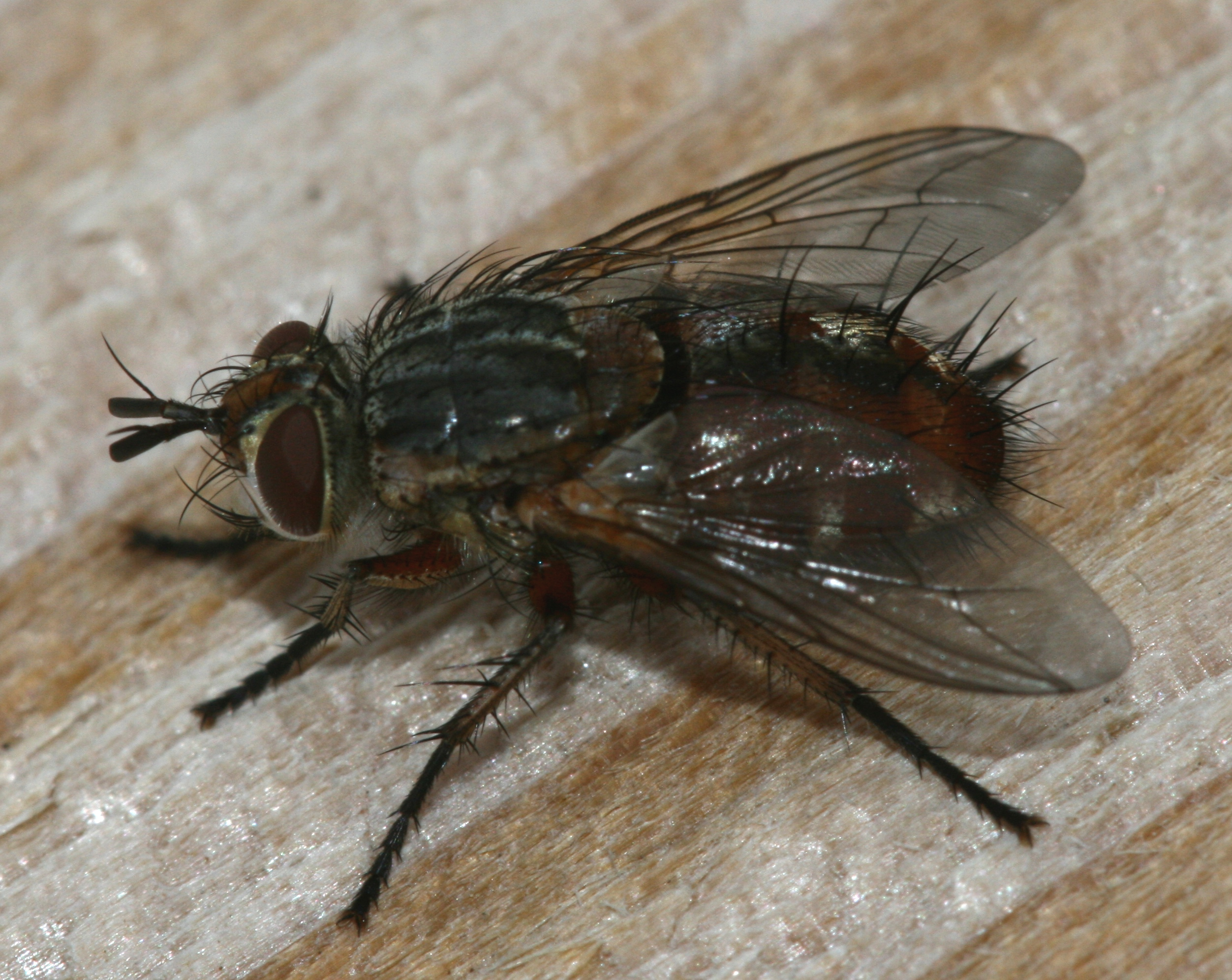
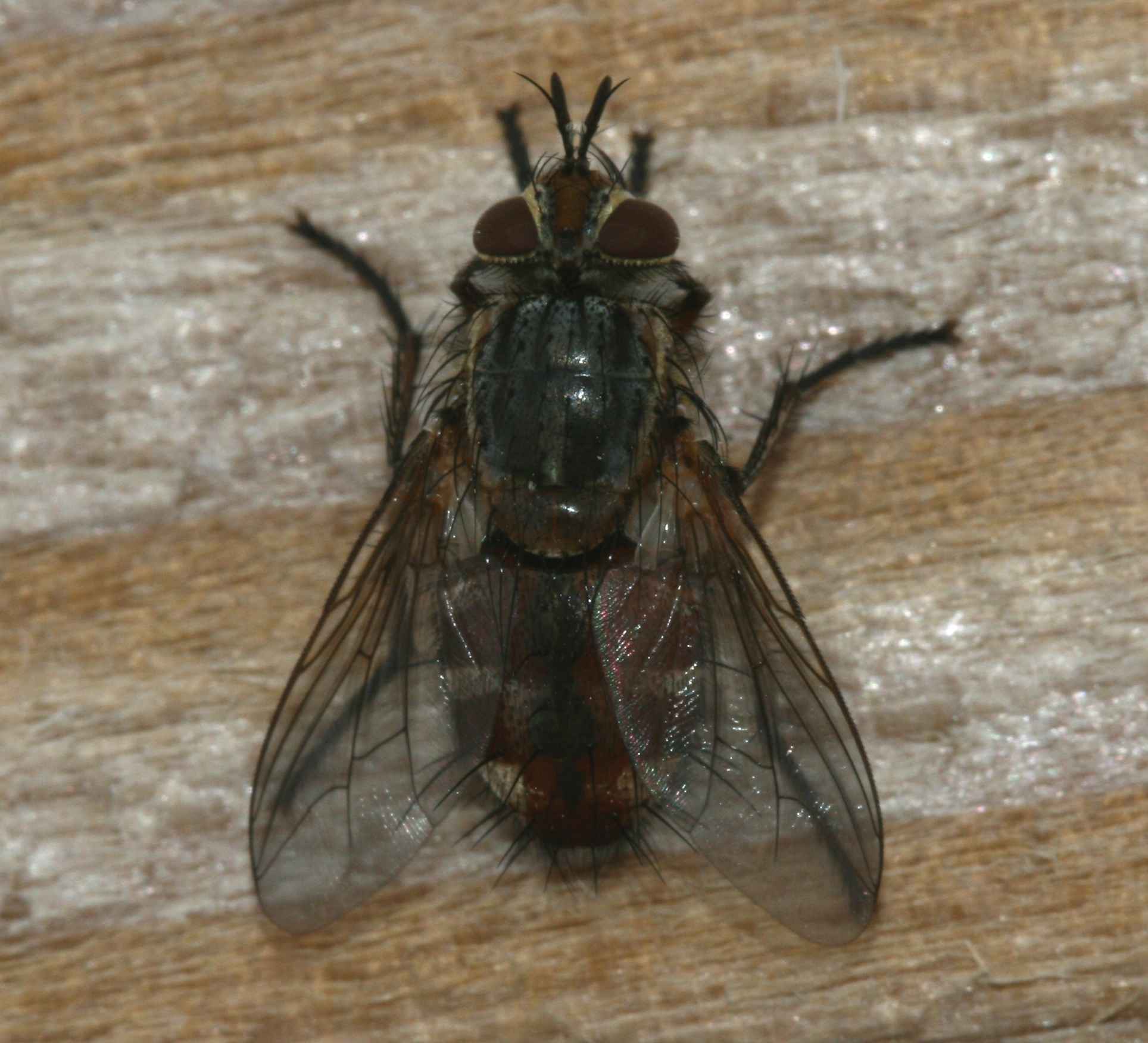
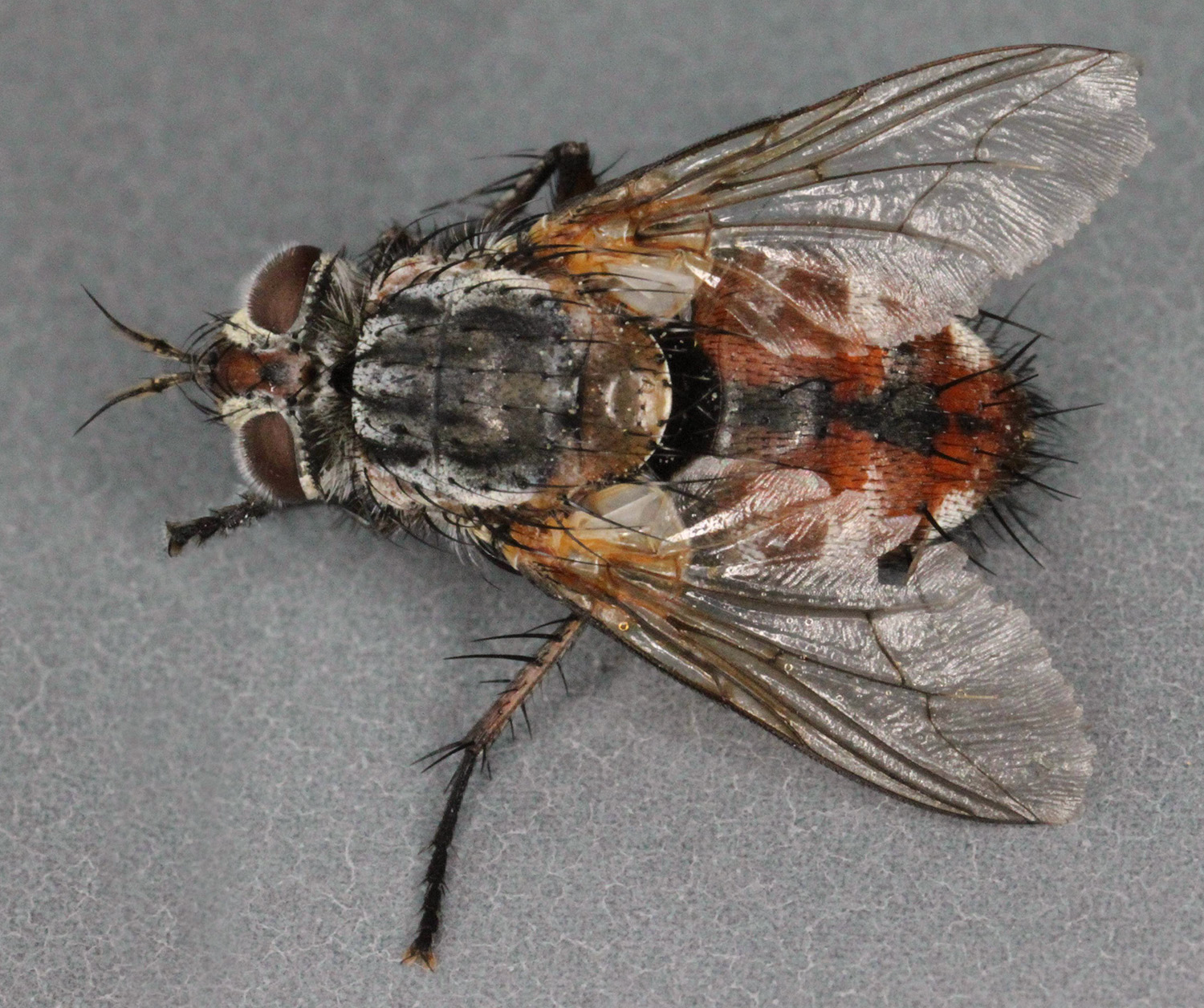